# Ленапа (Оклахома)
Ленапа (англ. Lenapah) — місто (англ. town) в США, в окрузі Новата штату Оклахома. Населення — 272 особи (2020).

## Географія
Ленапа розташована за координатами 36°51′5″ пн. ш. 95°38′9″ зх. д. / 36.85139° пн. ш. 95.63583° зх. д. (36.851336, -95.635702).  За даними Бюро перепису населення США в 2010 році місто мало площу 0,99 км², уся площа — суходіл.

## Демографія
Згідно з переписом 2010 року, у місті мешкали 293 особи в 109 домогосподарствах у складі 80 родин. Густота населення становила 295 осіб/км².  Було 134 помешкання (135/км²).
Расовий склад населення:
| - 64,2 % — білих - 24,2 % — корінних американців - 0,7 % — чорних або афроамериканців |

До двох чи більше рас належало 10,9 %. Частка іспаномовних становила 0,3 % від усіх жителів.
За віковим діапазоном населення розподілялося таким чином: 28,7 % — особи молодші 18 років, 57,3 % — особи у віці 18—64 років, 14,0 % — особи у віці 65 років та старші. Медіана віку мешканця становила 35,4 року. На 100 осіб жіночої статі у місті припадало 112,3 чоловіків;  на 100 жінок у віці від 18 років та старших — 106,9 чоловіків також старших 18 років.
Середній дохід на одне домашнє господарство  становив 54 833 долари США (медіана — 38 500), а середній дохід на одну сім'ю — 61 762 долари (медіана — 52 813). За межею бідності перебувало 24,2 % осіб, у тому числі 29,9 % дітей у віці до 18 років та 23,5 % осіб у віці 65 років та старших.
Цивільне працевлаштоване населення становило 117 осіб. Основні галузі зайнятості: виробництво — 23,1 %, освіта, охорона здоров'я та соціальна допомога — 19,7 %, роздрібна торгівля — 16,2 %.